# Гапич, Иван Степанович
Иван Степанович Гапич (2 февраля 1923 года, город Акмолинск, Акмолинская губерния, Киргизская АССР) — воин-связист, участник Великой Отечественной войны. Участник Парада Победы. «Халық Қаһарманы» (Народный герой) (5 мая 2023).

## Биография
Иван Гапич родился в Акмолинске, в семье рабочих. Когда ему исполнилось 5 лет, семья переехала в Караганду. Когда Иван учился в 6-м классе, его отец погиб на угольной шахте. Окончил 9 классов средней школы. 
До войны занимался спортивной гимнастикой, имел II спортивный разряд и участвовал в республиканских соревнованиях. 
С началом войны добровольно явился в Сталинский районный военкомат Караганды, с требованием отправки на фронт. В августе 1941 года, по решению военкома был отправлен на обучение в военную школу связи в городе Ташкент. В ноябре того же года, по окончании школы связистов, с получением военно-учётной специальности «радиотелеграфист», был отправлен для прохождения дальнейшей службы в 551-й отдельный учебный батальон связи. Позже был зачислен в состав в 375-го отдельного радиодивизиона, который обслуживал штаб Западного фронта. 
Весной 1942 года решением командования, Иван Гапич на ночном бомбардировщике У-2 был заброшен в тыл противника в окрестностях Смоленска. В течение полугода он выполнял обязанности связиста в диверсионном отряде Красной Армии, который осуществлял подрывы железных дорог и мостов на путях снабжения немецких войск. 
После эвакуации из тыла Гапич продолжил службу в родной части и участвовал в боях за Вязьму, Смоленск и Оршу. В июне 1944 года получил тяжёлую контузию и находился на лечении в медсанбате. Отказавшись от дальнейшего лечения в госпитале, Гапич вернулся в родную часть и участвовал в боях за Вильнюс, Каунас, Познань, Гумбиннен и Кёнигсберг. Окончание войны встретил в Восточной Пруссии.
23 июня 1945 года Иван Гапич участвовал в Параде Победы в колонне сводного полка от 1-го Прибалтийского фронта.
В марте 1947 года Иван Гапич был демобилизован из рядов Советской Армии. В том же году поступил на обучение в Алма-Атинский государственный юридический институт.
В 1951 году, по окончании института, по личной просьбе Гапича, получил распределение в Караганду. С 1952 года работал помощником прокурора Шахтинского района. Работал на должностях следователя городской прокуратуры, помощника прокурора по следствию, прокурора следственного отдела Карагандинской области.
В 1955 году назначен прокурором Сталинского района Караганды.
В 1956 году был назначен заместителем прокурора Южно-Казахстанской области. 
В 1960 году приказом Генерального прокурора СССР был назначен прокурором Кокчетавской области. Некоторое время работал в Алма-Ате, в центральном аппарате республиканской прокуратуры в должности следователя по особо важным делам.
В 1966 году был назначен первым заместителем прокурора Западно-Казахстанской области. На данной должности проработал 20 лет и в 1986 году вышел на пенсию, оставшись жить в Уральске.
9 мая 2010 года Иван Гапич принимал участие в Параде посвящённом 65-летию Победы в Великой Отечественной войне, который прошёл в Москве.
5 мая 2023 года указом Президента Казахстана Касым-Жомарта Токаева, Ивану Степановичу Гапичу присвоено звание Халык Кахарманы.

## Награды
Иван Гапич имеет более двух десятков государственных и ведомственных наград СССР и Республики Казахстан:
- звание Халык Кахарманы — присвоено 5 мая 2023 года[4];
- Медаль «За боевые заслуги»;
- Медаль «За Отвагу»;
- Орден Красной звезды;
- Орден Отечественной войны II степени;
- Орден Славы III степени;
- Медаль «За победу над Германией в Великой Отечественной войне 1941—1945 гг.»;
- Медаль «За доблестный труд»;
- Орден Отан;
- Орден Курмет;
- Звание «Почетный работник прокуратуры СССР»;
- Звание «Почетный работник прокуратуры Казахстана»;
- и другие юбилейные медали СССР и Республики Казахстан.

## Семья
Супруга — Гапич Лариса Петровна. Прожили в браке более 60 лет.
Сын — Александр.